# 白色巨塔 (2003年電視劇)
《白色巨塔》（日语：／ Shiroi Kyotō）是一部改编自日本作家山崎丰子所著同名长篇小说的日本電視劇。内容以大学医学部附属医院为舞台，通过相互熟識但個性差異極大的兩個醫生所受境遇的對照，以及醫療疏失訴訟的曲折過程，揭露日本醫療體制的扭曲與腐敗、醫學界高層傾力於權勢爭奪的黑幕，以及尋求醫療疏失賠償的艱辛。
本劇为富士电视台45周年台庆纪念作品，於日本在2003年10月9日首次开播。其平均收視率為23.9%，最後一集收視率達到32.1%，而作为故事主要舞台的關西地區更高达39.9%。本劇於2004年9月6日在香港透過香港有線電視播出，2004年9月7日由緯來日本台在台湾首播，并在2006年3月由中国中央电视台第八套在中国大陆播出。剧组曾远赴波兰的奥斯维辛集中营取景，这也是该地首次开放供虚构作品进入拍摄。

## 概要
本剧改编自作家山崎丰子1963年出版的同名小说。原著《白色巨塔》是山崎丰子的著名小说，该作品以大学医院为舞台，尖锐地揭示了医疗现场以及医局制度、围绕教授选举的学内政治、扭曲的权力结构等问题。本剧由唐泽寿明和江口洋介主演，这是继1992年播出的《在爱的名义下》之后，二人时隔11年再次共同演出。
本剧在日本于2003年10月9日至2004年3月在富士电视台木曜劇場分两季首播。依照Video Research调查，本剧首播时在关东地区收视率为23.9%，最高峰达到32.1%，而在作品故事背景地的关西地区则创下了39.9%的收视率纪录。

## 剧情

### 第一部
日本国立浪速大学附属医院第一外科，有一位年轻的外科助理教授财前五郎。由于东贞藏教授即将退休，因此财前五郎被视为他的继任者。财前五郎是一个极为自信的人，但却意外地因做出了一些让东贞藏教授鄙视他的举动。为此，财前五郎在主任查房中当着众人的面受到东贞藏教授的训斥。东贞藏教授决定不让财前五郎接替自己成为第一外科未来的领导者，并试图对他进行调查。为此，东贞藏教授不顾惯例，密谋让金泽大学拥有可比的技能和成就以及良好人品的菊川升医生作为自己的继任者，成为下一任第一外科的教授。
财前五郎相信凭自己的实力可以成为教授，于是依靠其作为妇产科医生在大阪医学界内颇有面子的岳父财前又一。靠着岳父的财力和人脉，财前五郎得到了浪速大学医学系主任鹈饲良一教授的支持。在鹈饲良一的运作下，下一任教授选拔委员会计划由鹈饲良一的支持者主导，这样财前五郎就可以顺利当选。但这时，原医学系主任兼任病理科教授，为人正直的大河内清作教授突然出席会议，并以压倒性支持率成为教授选拔委员会的主席。大河内清作教授对财前五郎作为医生的做派抱持疑虑。他采纳了东贞藏教授的意见，决定在全国范围内进行史无前例的教授座席招聘活动，以期通过教授会的投票来选出下一任第一外科教授。而在同一时期，财前五郎最好的朋友兼同事、第一内科助理教授里见修二引起了大河内清作教授的注意。里见修二是浪速医大第一内科助理教授，他在面向市民的癌症讲座上发表了演讲，并由此认识了佐佐木良江。后者怀疑自己的丈夫佐佐木庸平可能患有癌症，并希望他去浪速医大接受检查。
由于有许多教授不喜欢鹈饲和财前五郎的政治野心，一度陷入困境的财前五郎开始不择手段地谋取选票。尽管他的态度越来越轻视病人，并由此引来了里见修二的抱怨，但财前五郎仍然借助岳父和鹈饲良一的力量奔波努力。尽管这样的活动取得了一定的效果，但对大河内清作的奉承却因被看穿而以失败告终。教授选举第一轮投票结束后，为了在决胜投票中赢过菊川升，财前五郎开始争取第三势力的野坂耕一郎派。就在局势将向财前五郎一方倾斜时，崇拜财前五郎的部下佃友博和安西信也，单方面挑起了迫使菊川升退出教授选举的事件。正当鹈饲良一愤怒之下表示要抛弃财前五郎时，财前五郎却反过来威胁鹈饲良一继续帮助他。最终在教授选举中，财前五郎以两票的微弱优势击败了菊川升。此外，财前五郎还收到了另一份好消息，他将受邀参加新年在华沙举行的国际外科医师学会会员大会，并进行公开手术。
东贞藏教授的退休日期是12月26日，此后财前五郎正式成为教授。但为了准备在华沙的演讲，财前五郎提前宣布重组第一外科，并掌控了医局。此外，被诊断出患有食道癌的佐佐木庸平的手术日期也被定为12月26日。里见修二和财前五郎所关照的后辈医生柳原弘在佐佐木庸平的X光片中发现了疑似肺部转移的阴影，为此向财前五郎提出进行深入检查的建议。但急于手术的财前五郎认为是看错，一口否定了柳原弘的判断。财前五郎还冷酷地强迫因为恐惧而犹豫不决的佐佐木夫妇同意手术，并告诉他们除了手术没有其他办法。佐佐木夫妇最后被迫签署了手术同意书。12月26日，虽然东贞藏教授打算在与财前五郎和解后离开岗位，但财前五郎却因手术而没有出现在东贞藏教授最后一次的主任查房中。甚至财前五郎都没有为东贞藏教授做最后的送行，而两人之间的裂痕也未能化解。里见修二也警告财前五郎，他不能祝贺财前五郎成功当选教授，因为后者为了报复东贞藏教授而加速了佐佐木的手术。
年底，正式成为教授的财前五郎终于能够率领下属进行期待已久的主任查房，心里充满了喜悦。

### 第二部
就在财前五郎即将飞往华沙的时候，佐佐木庸平的病情开始出现异常。里见修二也开始有所怀疑，但财前五郎坚决认为这是手术后的肺炎症状，并将佐佐木庸平交给第一外科医局的柳原弘处理，自己则启程开始了国外旅行。在国际会议上，财前五郎备受瞩目，然而医院这边的佐佐木病情急转直下，手术后不到一个月就去世了。虽然事实证明疾病已经转移到肺部是医院方面的一个疏忽，但鹈饲良一教授指示医局的人对患者家属隐瞒了真相。然而，在殡葬公司员工的建议下，病患妻子良江决定对佐佐木庸平的遗体进行病理解剖。佐佐木庸平的解剖将由大河内清作教授负责。与此同时，完成了国际会议行程的财前五郎抽空参观了奥斯维辛集中营。在那里，他被告知许多人是被本应挽救生命的医生杀害，因而对此十分感慨。回国后，财前五郎在机场被佐佐木庸平的儿子告知：“你杀了我父亲。我永远不会原谅你。”
带着佐佐木庸平遗体解剖的结果以及对财前五郎和医院的疑虑，使得佐佐木庸平的妻子确信佐佐木庸平的死是一次医疗事故。于是她开始四处奔波准备提起民事诉讼。在得知对手是浪速大学附属医院后，许多律师都拒绝接手佐佐木庸平的案子。而一个即将关闭的小律师事务所的律师关口仁，为了偿还债务还是决定接手。虽然关口仁起初对此案并不热衷，但是被其雇佣的东贞藏的女儿东佐枝子责备后逐渐改变了想法。当佐佐木良江提起民事诉讼的通知传到医院和财前五郎后，鹈饲良一和财前五郎决定在技艺高超的国平学文律师指导下，竭尽全力为大学医院的荣誉而战。财前五郎不惜一切代价清除记录，并与涉案人员合作伪造病历和口供。但里见修二因为坚持正义，决定作为原告方的证人出庭。为了阻止里见修二的证词，他的妻子里见三知代甚至受到教授夫人会的攻击，被迫回到了自己的娘家。尽管如此，里见修二仍然决定根据他所知的事实出庭作证。但财前一方所准备的专家报告成为了审判的决定性因素，最终财前五郎赢得了诉讼。尽管财前五郎对诉讼结果很满意，但里见修二却被迫辞职，离开了医院。
在以浪速大学校长之位为目标的鹈饲良一教授的带领下，启动了建设一所浪速大学附属国家癌症中心的计划。鹈饲良一教授决定任命具有很高国际声誉的财前五郎作为该中心的主任。财前五郎对自己进一步对成功感到很高兴。而与此同时，败诉后陷入困境的佐佐木良江决定变卖自己的商店和房产来筹集诉讼费用进一步上诉。佐佐木良江与关口仁一起不懈寻找新的证据和证人，但却毫无所获。于是，关口仁求助于现任近畿劳共医院院长的东贞藏。尽管东贞藏一开始拒绝提供协助，并表示即使存在不和，也不应针对以前的学生财前五郎所行的不义之举。但里见修二告知佐佐木庸平的手术日期正是他的退休日后，东贞藏突然改变态度，决定承担起为师的责任并对原告提供协助。虽然还是拒绝亲自作证，但东贞藏却推荐了认识的资深医师作为鉴定医生。另一方面，财前五郎了解到原告方的行动后，加强内部调整，对各人许诺将来在癌症中心的职位并策划拉拢原告方的合作者。尽管财前五郎的行动看似一切顺利，但在一名与佐佐木庸平长相相似的中年男子的手术中却突然发生了闪回，并由此犯了低级错误。此外，他的咳嗽也变得越来越不自然。
二审中，东贞藏决定作为原告方的证人亲自出庭站在证人席上作证。尽管此时財前一方被认为占据优势，但原告方律师关口仁转变了策略，开始从患者的角度分别对佐佐木良江和财前五郎进行了对质质询。质询中，他质问财前五郎为何没有向佐佐木夫妇解释手术以外的治疗方法。财前五郎一时答不上来，只好将责任推给柳原弘。而这一回答引发了听审席上柳原弘的激烈抗议。随后，前主任护士龟山君子作为原告方证人出庭作证，里见修二也再次作证，这些最终导致财前二审败诉。在宣读判决文后，试图向法官抗议的财前五郎在法庭上倒下。
经过检查，财前五郎被诊断患有第一期肺癌。财前五郎通过里见修二向其唯一信任的东贞藏委托进行手术，后者也接受了这一请求。然而在开胸后，财前五郎立即被发现是第四期晚期癌症，于是手术未进行任何实质治疗的情况下就结束了。财前又一和鹈饲良一将财前五郎的病情掩盖起来，仅告诉他手术成功了。然而，自身状态的持续恶化引起了财前五郎的怀疑。他离开医院并向里见修二请求进一步检查。里见修二如他所愿告知了真实的诊断结果，并说明癌症已经转移到了大脑，可能只剩下三个月的生命。里见修二建议财前五郎转院到自己工作的医院，但财前作为大学医院的医生，为了维护医院和鹈饲良一教授的体面，决定在病情转危的情况下依然留在浪速大学医院继续住院。在亲朋好友围绕下，财前五郎在意识模糊的状态下呼唤里见修二的名字，并最终在他的陪伴下离世。
在财前五郎去世后，里见修二找到了一封财前五郎写给他的遗信。信中，财前五郎要求将自己的病理解剖委托给大河内清作教授，并鼓励里见修二继续进行癌症治疗的研究。在信的最后，财前五郎以如下话语作结：“站在对抗癌症第一线的我，竟然未能及早发现癌症，步上手术已无法挽救的死亡一途，实在深感惭愧。”

## 作品解说
作为富士电视台45周年台庆特别制作，本剧也是自1966年同名电影、1967年、1978年以及1990年同名电视剧之后对原著的再次影视化改编，也是这部小说的第4次电视剧改编。作为一部成功的写实类作品，本剧以日本大医院中的权力斗争为主线，以财前五郎与东教授的争斗，里见修二对医疗事故真相的坚持来刻画出人性的欲望、善良与执着等各种复杂情绪。通过被权力和名誉欲玩弄的天才外科医生财前五郎和无欲继续拯救人生命的内科医生里见修二这两个对比鲜明的角色，描绘了现代医疗所具有的问题点以及人类的愚蠢和软弱。也通过二人的角色在对抗日本腐朽医疗体制的过程中，深入探讨了什么是生命的尊严。片名《白色巨塔》在本剧中有两层含义，一层是指主角财前五郎梦想建成的癌症中心——医治疾病的白色巨塔；另一层含义是指医学界封建僵化的极权体制——吃人的白色巨塔。

## 制作
| 編劇     | 井上由美子                           |
| 製作統籌 | 大多亮                               |
| 企畫     | 和田行                               |
| 製作人   | 高橋萬彥、川上一夫                   |
| 導演     | 西谷弘、河野圭太、村上正典、岩田和行 |
| 配樂     | 加古隆                               |

本剧企划人和田行表示虽然拍摄工作于2003年启动，但其实早在3年前就已经开始了相关的准备工作。最初本片也并未关注于富士电视台45周年台庆相关，而是纯粹出于企划人对原著作品的喜爱。在谈及制作时，和田行表示当时觉得11集的篇幅太短，因此最终做成了21集的版本。本剧的剧本由因《紧急审讯室》、《Fixer》系列等作品而为人熟知的井上由美子负责。
本剧企划人和田行表示，剧中大量引用了当时日本最高水准的医疗设备，并延请资深医学界专业人士进行指导，因此给人有一种压迫感和真实感。为了追求真实性，在拍摄过程中尤其是手术场面时要求演员即使是在镜头之外，面对五脏俱全的假人也要严谨正确地做好每一个手术动作。剧组为此专门雇佣了专业人士担任顾问。在拍摄剧中做手术的场景时，现场甚至有两名真正的外科医生监督。忆及当时的拍摄，唐泽寿明和及川光博表示，当时的拍摄日程都排得很糟糕，专业术语很多，休息也不足。通常前一天要拍摄到凌晨5点才能结束，次日又从中午就开始拍摄。饰演律师的及川光博因这样高强度的拍摄而疲劳导致在深夜的拍摄现场中出现口误，为此还被唐泽寿明吐槽纠正。
相比于以往的改编版本，本剧将故事背景设置到了当今时代。在原作故事的时代，故事中人物财前五郎所专攻的贲门手术在当今社会已经不是医学难点，因此在本剧中，财前五郎的医学背景贴合现实被设置成了癌症方面的专家。此外随着患者就医心理的变化，本剧中的医生一改以往只跟患者家属沟通，而是会直接把真实情况告诉患者本人。这就是为了体现当下社会医生与患者的平等关系。在剧情靠前的部分，里见修二医生直接告诉患者处于癌症末期的情况，表现出当前的医疗现状，以直达人性深处。此外在原作中，财前五郎因胃癌去世，但在本剧的改编中，他则因肺癌去世。这是因为在原作发生的年代，吸烟的人还比较多，而在本剧的年代吸烟人群已经大幅下降，相比于其他人，剧中唯一有大量抽烟镜头的财前五郎因肺癌去世更显合理性。 
为了保持新鲜感，一般日本偶像剧长度都在10到12集，而本剧却长达21集。 

### 场景制作

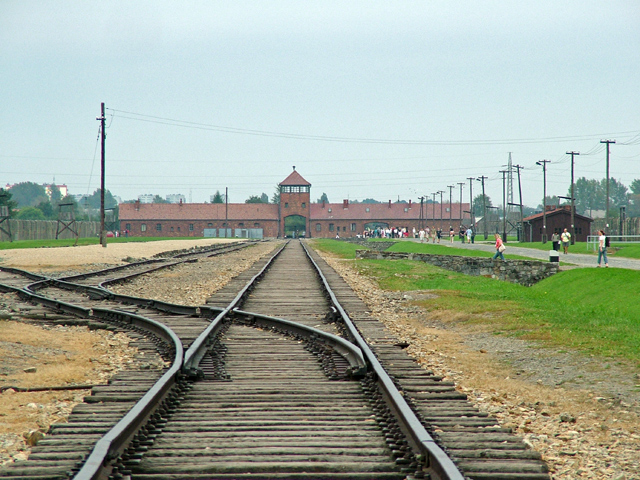
奥斯维辛集中营党卫军中央卫兵所前的铁路线分岔点

在拍摄时摄制组实地到奥斯维辛集中营取景，并请到了一位真正的从集中营中逃出来的人作为导游出镜，这在当时成为了很大的话题。这也是奥斯维辛集中营首次开放允许虚构作品进入拍摄。唐泽寿明扮演的角色在集中营中被称为“死亡之门”的党卫军中央卫兵所前的铁路线分岔点上站立着取景。石坂浩二饰演的东贞藏教授在酒吧的一角进行秘密讨论，以阻止财前五郎助理教授晋升为教授。这一场景是在东京都新宿区东京丽嘉皇家酒店的“Cellar Bar”酒吧拍摄的。目黑区八云5-1的Jasmac八云工作室被用于本片的棚拍作业。八王子市东京药科大学也是本剧的取景地之一。

### 音乐制作
配樂由音樂家加古隆創作。他於2004年在全日本電視節目製作社連盟（ATP）所舉辦的第21屆「ATP獎 Grand Prix」（ATP賞テレビグランプリ）獲得「個人獎」（個人賞），被認為與本劇的成功有關。劇集原聲大碟於2004年1月14日發行。台灣有唱片公司向富士電視台購得原聲大碟在當地的發行權。2004年12月8日加古隆發行專輯《白色巨塔 Complete》（白い巨塔-コンプリート），將配樂重新編曲。
本剧的片尾曲选用了由新西兰基督城的女歌手海莉·薇思特拉演唱的《奇异恩典》。该曲作为基督教名曲，契合本剧中复杂人性下的神性音符。瓦格纳的歌剧《唐怀瑟》中的序曲被用于呈现财前五郎自恋的一面。

## 人物塑造
在谈及选角时，企划人和田行表示早在2000年构思初期，刚好跟唐泽寿明合作另外一部戏。在合作间隙闲聊时谈起了二人幼年都曾看过田宫二郎版的《白色巨塔》，于是就想到了合作新版《白色巨塔》。而唐泽寿明虽然是演偶像剧出身，但其演出风格较为犀利，随时变换的表演给人剃刀一样锋利的感觉，给能给角色赋予一种现代感。和田行表示，如果让江口洋介来出演财前五郎，则会有一种“大刀砍在板子上”的钝感。在他看来，江口洋介虽然在荧幕上给人野性而放荡不羁，但其实私下较为朴素，与里見修二的性格很像。唐泽寿明表示自己曾在初二时与父亲一起观看过田宫二郎版的《白色巨塔》，但当时并不明白剧中到底在讲什么。他也表示并没有打算超越田宫二郎对财前五郎这一角色的塑造。在剧中饰演财前五郎竞选教授的对手的泽村一樹表示这部剧虽然耗时6个月拍摄，但作为其中的重要角色之一，他的戏份只花费了一周时间就完成了拍摄。在本剧之前，扮演财前杏子的若村麻由美只出演过主角或者反派，这是她首次尝试扮演一个在剧中仅仅是偶尔出场的角色。

### 主要角色
| 角色       | 演员         | 人物特质 |
| ---------- | ------------ | --- |
| 財前五郎   | 唐澤壽明     | 國立浪速大學醫學部（以下簡稱「浪速大醫」）第一外科助教授→教授；熱衷名利，醫技高明，充滿自信                                         |
| 里见修二   | 江口洋介     | 浪速大醫第一內科助教授→千成病院內科醫長（主任）；財前五郎的同學，專注於醫學研究及醫療本務                                           |
| 花森慶子   | 黑木瞳       | 「阿拉丁」酒吧老闆；財前五郎的外遇對象，原本是医学院高材生，因厌倦医学界各种斗争而放弃从医。                                        |
| 東佐知子   | 矢田亞希子   | 東貞藏教授的獨生女；暗戀里见修二 |
| 里見三知代 | 水野真紀     | 里见修二的妻子；一度因不諒解丈夫在事業上的抉擇而離家出走                                                                            |
| 鵜飼良一   | 伊武雅刀     | 浪速大醫第一內科教授及醫學部長（医学系系主任）→浪速大學總長（大學校長）；受財前家賄賂而助五郎升任教授                               |
| 東貞藏     | 石坂浩二     | 浪速大醫第一外科教授→近畿劳工医院院长；財前五郎的業師，退休前與財前反目成仇                                                         |
| 東政子     | 高畑淳子     | 東貞藏教授的妻子；醉心於在教授夫人會中的地位而一再怂恿丈夫與財前五郎鬥爭                                                            |
| 財前又一   | 西田敏行     | 財前婦產科院長，財前五郎的岳父；將入贅的五郎視同己出，動用財力及人脈助其升任教授                                                    |
| 財前杏子   | 若村麻由美   | 財前五郎的妻子；一心想成為教授夫人。                                                                                                |
| 大河內清作 | 品川徹       | 浪速大醫病理科教授；地位崇高、為人剛正，屢次在財前五郎職業生涯的關鍵時刻出面，做出重大的裁決或評鑑                                  |
| 菊川昇     | 澤村一樹     | 石川大學教授→澳洲某大學研究學者；接受東教授的邀請，與財前五郎角逐他退休後的教授遺缺                                                 |
| 林田加奈子 | 木村多江     | 活跃在浪速大醫的药物销售代表；本剧集原创人物；后死于癌症                                                                            |
| 柳原弘     | 伊藤英明     | 浪速大醫第一外科醫局員；是了解财前五郎玩忽职守的关键证人。                                                                          |
| 竹內雄太   | 佐佐木藏之介 | 浪速大醫第一內科醫局員；柳原的同學，嚮往財前五郎的風光，對里见修二的執著頗不以為然                                                  |
| 龜山君子   | 西田尚美     | 浪速大醫第一外科主任看护师（护士长）→近畿劳工医院护士；一度與柳原相戀，終因她對醫界環境的失望而分離；後來成為佐佐木庸平案的重要證人 |
| 佐佐木良江 | 片瀨梨乃     | 因亡夫佐佐木庸平生前癌症病情的誤診，向財前五郎及浪速大醫提出醫療疏失訴訟                                                            |
| 關口仁     | 上川隆也     | 佐佐木庸平案原告委任律師，以扶助社會弱勢為使命，不計代價接受佐佐木庸平遺族的委託                                                    |
| 國平學文   | 及川光博     | 佐佐木庸平案被告委任律師，為求勝訴不惜脅迫證人龜山君子，卻招致反效果                                                                |

## 反响

### 评价
作为最具代表性的日本医疗行业剧，本剧在揭露了日本医疗系统黑暗面的同时展示出了追名逐利与救死扶伤两种对立价值观下的人性挣扎。本剧播出后风靡一时，以至于观众中甚至医院中也出现了“财前派”和“里见派”这样的称呼。而本剧中饰演财前五郎岳父的西田敏行与饰演东贞藏教授夫人的高畑淳子，作为配角因夸张的表演非常吸引人而受到热烈的支持，这在一次次的重播中得到了观众们的一再认可。
作为本剧企划人，和田行表示本剧是他“最满意的作品”。
在开拍前公布唐泽寿明被选为财前五郎的扮演者时受到了来自新闻媒体大量的批评，外界普遍认为“唐泽是不行的”。报纸上甚至直接刊登评论说“（唐泽寿明）不可能超越田宫二郎”。原著作者山崎丰子最初对于主角财前五郎的扮演者唐泽寿明也表示了疑虑，认为他与角色的形象并不相符。在拍摄启动前，制片人安排了一次两人共进晚餐的机会，山崎在晚餐上对唐泽说：“你真的很有胆量。”然而，随着晚餐的进行，她对唐泽说：“你是个有趣的男人。”并开始接受他，对他的出演表示了认可。后来，山崎观看了制作完成的作品后，对唐泽的表演给予了高度评价：“你扮演的财前真是太好了。表演精彩，我很感动。”。在看完最后一集后，她评价说：“我确信，这部作品没有辜负‘21世纪的白色巨塔’这个标语。”而观众则评价本剧“没有一句台词不精妙，没有一个真相不伤人”。
在Oricon组织的《电视剧中‘主角的理想职业’排名》中，在“男性选择的电视剧主要角色职业排名”里，在《白色巨塔》中饰演财前五郎的唐泽寿明以医生的身份排名第二。而在“当你听到‘医生’这个词时脑海中浮现的名人排名”这样的调查中，唐泽寿明和江口洋介也因在《白色巨塔》等剧中的表现而分别获得第一和第二的排名。但在All About The News编辑部对全日本400多名调查对象进行的“医疗剧”调查中，江口洋介反倒是超过唐泽寿明荣登“最适合扮演医生角色的男演员”排名榜首。在ねとらぼ調査隊与问卷网站的合作下对全日本30到40岁女性的调查中，本剧以16.7%的得票率位列“2004年播出电视剧中最好的一部”榜首。而在对500多位MyNavi News 会员的调查中，本剧以6.2%排名富士电视台旗下最杰出作品中的第4。
对本剧引进中国大陆后的风靡景象，时任中国传媒大学负责电视剧研究工作的教授刘晔原表示以本剧为代表的日剧篇幅精短，更适合观众的收看习惯。本剧中反应出来的医患矛盾也普遍出现在大陆医疗系统内，因此深得观众的共鸣，而中国大陆彼时尚缺乏同类型题材电视剧。
在2019年冈田准一版《白色巨塔》播出后，本剧依然收到极大的赞誉，“唐泽寿明”的关键词甚至进入了Twitter的热门话题。在豆瓣上，该剧的评分到了9.6分。2023年8月在关西的电视台再次重播后，又引发了观众在社交媒体上的大讨论，有些观众表示这部是“看几次都可以的电视剧”。

#### 央视译配版
2006年本片被中国大陆引进并在中央电视台第八套电视剧频道播出。不少业内人士对本剧引进后的收视预期都持看好的态度。考虑到受众面较大，在引进时由央视国际部负责进行了配音。然而本剧在收获中国大陆观众喜爱的同时也因央视的配音而饱受批评。由于央视国际部的配音人员并非配音厂工作人员，因此呈现的效果与电影配音有所不同。开播仅数天，央视就收到观众不少的投诉认为配音质量实在太差。有观众认为央视配音中主角唐泽寿明的配音类似新闻播报的朗读腔而显得过于正派，缺乏原版的略带邪气。而剧中黑木瞳饰演的角色，观众也有异议表示相较于演员原声，央视配音带有话剧腔且更低沉，完全无法与片中主人公的情绪相匹配。也有些观众反应本剧原本精致的画面在引进后却变得较为粗糙，缺乏观赏美感。而配音版中被发现删掉了部分原音的同期声，对此央视的相关负责人也表示如果意见较为集中，后期也会进行修改。然而在结局时，央视将原版中所有医护成员站立在走廊送别财前五郎遗体的场景全部剪掉，改为一些过往场景的镜头，这又导致热心观众投诉央视不尊重原作。

### 收视率

#### 日本
本剧2003年10月至2004年3月在富士电视台首播时，关东地区平均收视率为23.9%，关西地区则是26.0%。最后一集首播时在日本关东地区获得了32.1%的收视率，在关西地区更是达到了39.9%，超过了田宫二郎版最后一集创下的31.4%的收视率纪录。而在最后一集播出的当晚11点，也就是播出到主角财前五郎去世时，关东地区创下了36.9%的最高瞬时收视率，而关西地区则达到了45.7%。26.14%的平均收视率也使得本剧成为了日经娱乐杂志2004年度日剧收视率榜首作品。这一收视率也超过了当时有着日剧天王之称的木村拓哉同期主演的《PRIDE》，由此也打破了他自《悠长假期》以来连续八年主演电视剧收视率榜首的纪录。本劇的開播收視在當時創下了富士電視台該時段收視有史以來第二高的成績，僅次於1992年播映、同由江口洋介主演的《壯志驕陽》。當時日本電視劇的整體收視處於低迷時期，本劇的高收視被視為挽回了日劇的劣勢。
| 第一部（第1～10集）平均 21.3%           |        |        |        |        |        |        |        |        |        |               |
| 第1集                                   | 第2集  | 第3集  | 第4集  | 第5集  | 第6集  | 第7集  | 第8集  | 第9集  | 第10集 |               |
| 22.8%                                   | 21.6%  | 19.3%  | 21.5%  | 19.2%  | 20.2%  | 20.7%  | 21.8%  | 20.8%  | 22.6%  |               |
| 第二部（第11～22集）平均 26.1%          |        |        |        |        |        |        |        |        |        |               |
| 第11集                                  | 第12集 | 第13集 | 第14集 | 第15集 | 第16集 | 第17集 | 第18集 | 第19集 | 第20集 | 第21集 第22集 |
| 25.5%                                   | 24.5%  | 24.0%  | 24.7%  | 25.7%  | 25.8%  | 24.8%  | 26.0%  | 26.8%  | 27.6%  | 32.1% 23.9%   |
| 全22集平均收視率 关东：23.9%，关西26.0% |        |        |        |        |        |        |        |        |        |               |

#### 中国大陆
本剧在中国大陆首播当日，在北京地区的收视率达到了0.9%。最终大受中国观众喜爱并创下了近4%的全国收视率，为当时夜间收视率高峰。然而由于播出时间在夜间10点，作为电视剧收视率重要来源的老人、学生以及家庭主妇都不在电视机前，因此该剧的收视率在后期走低。

### 获奖和荣誉
| 舉辦單位                   | 獎項類別   | 提名作品‧人物                        | 結果 |
| -------------------------- | ---------- | ------------------------------------ | ---- |
| 第40回日劇學院賞           | 最佳作品獎 | 《白色巨塔》                         | 獲獎 |
| 第40回日劇學院賞           | 最佳导演獎 | 西谷弘、河野圭太、村上正典、岩田和行 | 獲獎 |
| 第40回日劇學院賞           | 最佳卡司獎 | 《白色巨塔》                         | 獲獎 |
| 第40回日劇學院賞           | 最佳男主角 | 唐泽寿明                             | 提名 |
| 第40回日劇學院賞           | 最佳男配角 | 石坂浩二                             | 提名 |
| 第40回日劇學院賞           | 最佳男配角 | 上川隆也                             | 提名 |
| 2003年度广播电视文化基金奖 | ——         | 《白色巨塔》                         | 獲獎 |

## 播出紀錄
2003年10月9日第一部（10集）在日本首播，2004年1月8日第二部（12集）在日本首播。首播后，本剧曾被数次重播。2004年12月聖誕前後，富士電視台將劇集剪輯為一個7小時精華版本，分成三集於17日、24日、30日播出，此版本的配樂採用了加古隆同月發行的專輯《白色巨塔 Complete》中的新編曲版本。2020年2月，本剧又一次在富士电视台重播。2023年8月本剧在关西地区的电视台重播。同年10月15日又在神奈川电视台深夜时段播映。2024年1月23日，为了纪念原著作者山崎丰子诞辰100周年，本剧在BS11播映。
2004年9月6日，本劇在香港的有線娛樂台首播，為該台當時「Drama11」時段系列的重點劇集之一，該台邀來當地演員朱茵拍攝了一輯宣傳片。同年10月，本剧在凤凰卫视中文台播出。
2004年9月7日，本剧在台灣緯來日本首播，全劇平均收視達0.73，瞬間收視最高達1.02，同時段僅次於《台灣龍捲風》及《大長今》，為該年AC尼爾森台灣收視統計前80名中唯一的日劇。因甚具迴響，甫播畢後便於10月11日開始重播，在台灣日劇播映史上創下首例。
在2005年8月的北京广博会上，本剧由美国映佳正式引进中国大陆。相比于高价卖给台湾地区，富士电视台是本着文化交流的意思将本剧卖给了中央电视台。有媒体报道央视原本计划当年10月21日开始播映本剧，但为了应对湖南卫视在同一时期引进的《大长今》而被修改档期。历经两次延期后，本剧自2006年3月18日起在中國中央電視臺電視劇頻道（央视八套）每日晚间10点的海外剧场播出（普通話配音版）。央视八套更是听取了观众和媒体的意见，考虑到本剧本身集数较短、剧情紧凑，将原计划的每日三集连播改为每天播出两集。本剧的播出一举打破韩剧在中国大陆独占鳌头的景象，大量韩剧爱好者纷纷转变为“白粉”。之后本剧又在同年5月在央视八套重播，成为当时央视海外剧场重播速度最快的一部电视剧。

### 作品的變遷
| 日本 富士電視台 木曜劇場 星期四 22:00至22:54  | 日本 富士電視台 木曜劇場 星期四 22:00至22:54 | 日本 富士電視台 木曜劇場 星期四 22:00至22:54 |
| --------------------------------------------- | -------------------------------------------- | -------------------------------------------- |
|                                               | 白色巨塔 （2003年10月9日 - 2004年3月18日）   |                                              |
| 小孤島大醫生 （2003年7月3日 - 2003年9月11日） | 離婚女律師 （2004年4月15日 - 2004年6月24日） |                                              |

| 台灣 緯來日本 富士哈日劇星期一至五20:00      | 台灣 緯來日本 富士哈日劇星期一至五20:00          | 台灣 緯來日本 富士哈日劇星期一至五20:00 |
| -------------------------------------------- | ------------------------------------------------ | --------------------------------------- |
|                                              | 白色巨塔 （2004年9月7日 - 2004年10月6日）        |                                         |
| 柏拉圖式性愛 （2004年9月1日 - 2004年9月4日） | 白色巨塔特別篇 （2004年10月7日 - 2004年10月8日） |                                         |

| 中国大陆 中國中央電視台電視劇頻道 海外劇場 星期一至星期日22:00～23:50 | 中国大陆 中國中央電視台電視劇頻道 海外劇場 星期一至星期日22:00～23:50 | 中国大陆 中國中央電視台電視劇頻道 海外劇場 星期一至星期日22:00～23:50 |
| --------------------------------------------------------------------- | --------------------------------------------------------------------- | --------------------------------------------------------------------- |
|                                                                       | 白色巨塔 （2006年3月18日－2006年3月28日）                             |                                                                       |
| 《疯狂主妇》 （－2006年3月17日）                                      | 《女婿大人》 （2006年3月29日－）                                      |                                                                       |

## 脚注

## 外部連結
- 白色巨塔官方網站（日文） （页面存档备份，存于）
- 白色巨塔官方網站（中文） （页面存档备份，存于）
- 白色巨塔特輯